# Welgelegen (Apeldoorn)
Welgelegen is een wijk in de Nederlandse stad  Apeldoorn. De wijk ligt aan de oostzijde van het Apeldoorns Kanaal, daar waar zich ooit het landgoed Welgelegen bevond. Aan de andere zijde van het kanaal bevindt zich het centrum van Apeldoorn. 
Welgelegen bestaat uit drie buurten: Welgelegen-Noord, Welgelegen-Midden en Welgelegen-Zuid. Welgelegen-Midden is onderdeel van het zogenaamde kanaaloeverplan en bestaat uit Welgelegen-Haven, direct langs het kanaal, en Welgelegen-Park. De verkeersader Burgemeester Jonkheer Quarles van Uffordlaan loopt dwars door Welgelegen-Midden.

## Brugwachterswoning

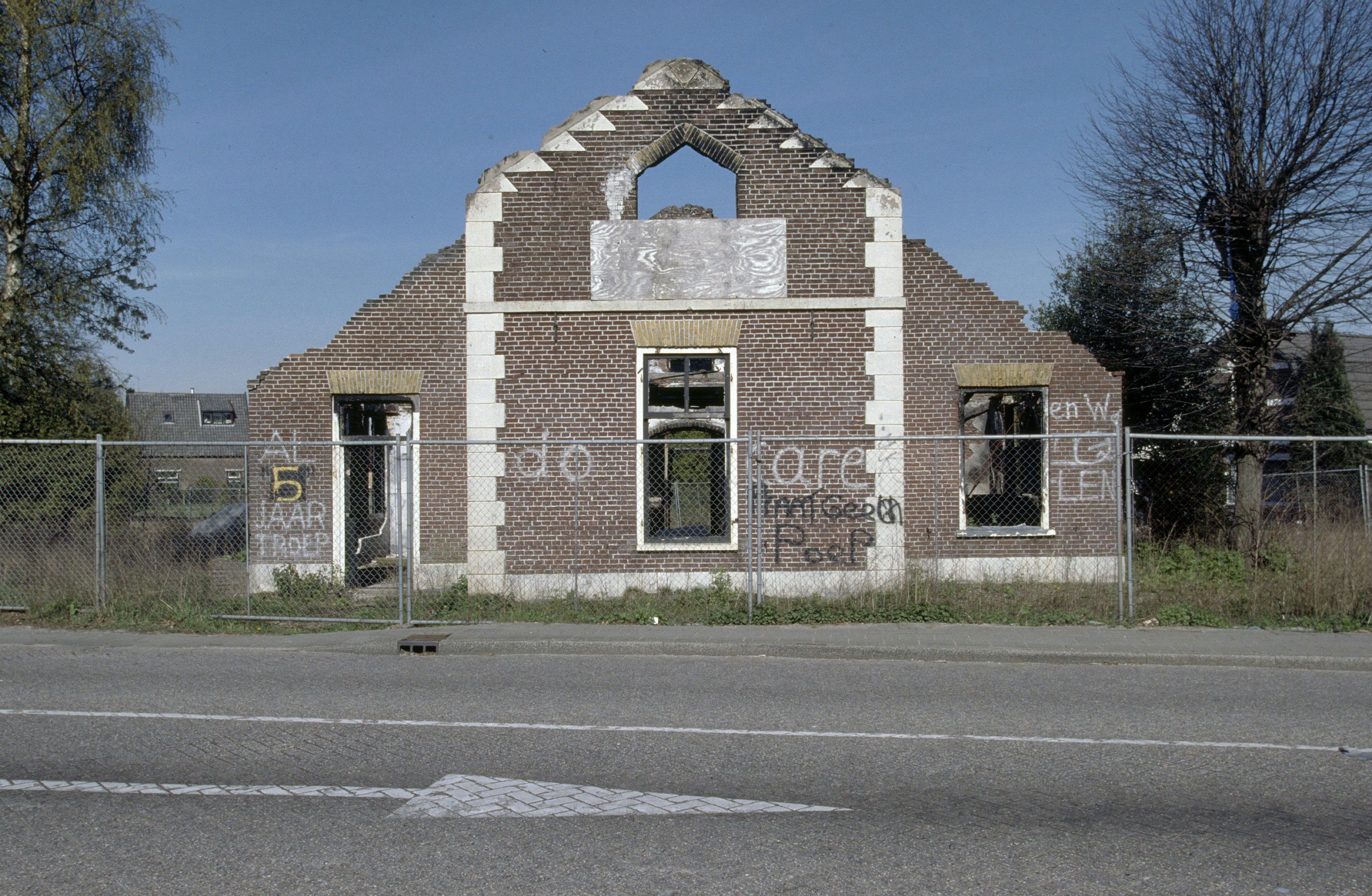
Het afgebrande brugwachtershuisje (1996)

In 1989 brandde de Brugwachterswoning bij de Welgelegenbrug af. Omdat de woning uit 1887 dateerde en als monument werd beschouwd, brak de gemeente het restant niet af, maar liet het tien jaar lang verder verkrotten. Na vijf jaar werd er een protestbord door omwonenden aangebracht dat nog eens vijf jaar daar heeft gezeten.
Later werd het restant voor een symbolisch bedrag verkocht aan een horecaondernemer, die op deze plek een nieuw pand liet opbouwen, waar hij het restaurant de Brugwachter in vestigde. De Brugwachter heeft in 2017 plaats gemaakt voor een nieuwe horecaondernemer - De Beren.